# Hallescher Fußball-Club 2022-2023
Questa voce raccoglie le informazioni riguardanti l'Hallescher Fußball-Club nelle competizioni ufficiali della stagione 2022-2023.

## Stagione
Nella stagione 2022-2023 l'Hallescher, allenato da André Meyer, Jens Kiefer e Sreto Ristić, concluse il campionato di 3. Liga al 16º posto.

## Rosa
| N. |                     | Ruolo | Calciatore        |
| -- | ------------------- | ----- | ----------------- |
| 1  | Germania (bandiera) | P     | Daniel Mesenhöler |
| 4  | Germania (bandiera) | D     | Seymour Fünger    |
| 5  | Germania (bandiera) | D     | Jannes Vollert    |
| 6  | Germania (bandiera) | A     | Toni Lindenhahn   |
| 7  | Germania (bandiera) | A     | Leon Damer        |
| 8  | Germania (bandiera) | D     | Niklas Kreuzer    |
| 9  | Germania (bandiera) | A     | Sebastian Müller  |
| 10 | Germania (bandiera) | C     | Timur Gayret      |
| 11 | Germania (bandiera) | C     | Aaron Herzog      |
| 14 | Germania (bandiera) | C     | Robert Pessel     |
| 15 | Germania (bandiera) | A     | Tom Bierschenk    |
| 16 | Germania (bandiera) | D     | Lucas Halangk     |
| 17 | Slovenia (bandiera) | C     | Aljaž Casar       |
| 18 | Polonia (bandiera)  | A     | Dominik Steczyk   |
| 19 | Germania (bandiera) | C     | Elias Löder       |

| N. |                     | Ruolo | Calciatore        |
| -- | ------------------- | ----- | ----------------- |
| 20 | Germania (bandiera) | C     | Tunay Deniz       |
| 22 | Germania (bandiera) | D     | Nico Hug          |
| 23 | Germania (bandiera) | P     | Felix Gebhardt    |
| 25 | Germania (bandiera) | D     | Sören Reddemann   |
| 26 | Germania (bandiera) | D     | Alexander Winkler |
| 27 | Germania (bandiera) | C     | Louis Samson      |
| 29 | Ungheria (bandiera) | A     | Andor Bolyki      |
| 30 | Germania (bandiera) | A     | Tom Zimmerschied  |
| 31 | Germania (bandiera) | D     | Niklas Landgraf   |
| 32 | Germania (bandiera) | P     | Luca Bendel       |
| 33 | Germania (bandiera) | A     | Jonas Nietfeld    |
| 38 | Germania (bandiera) | A     | Arne Rühlemann    |
| 39 | Germania (bandiera) | C     | Timm Koch         |
| 40 | Slovenia (bandiera) | A     | Nik Omladič       |
| 41 | Germania (bandiera) | A     | Erich Berko       |

## Organigramma societario
Area tecnica
- Allenatore: Sreto Ristić
- Allenatore in seconda: Max Bergmann
- Preparatore dei portieri: Marian Unger
- Preparatori atletici: Ken Kaiser

## Calciomercato

### Sessione estiva
| Acquisti | Acquisti         | Acquisti               | Acquisti |
| R.       | Nome             | da                     | Modalità |
| -------- | ---------------- | ---------------------- | -------- |
| C        | Aljaž Casar      | Hoffenheim II          |          |
| A        | Dominik Steczyk  | Piast Gliwice          |          |
| A        | Andor Bolyki     | BFC Dynamo             |          |
| A        | Leon Damer       | Havelse                |          |
| C        | Tunay Deniz      | Kickers Offenbach      |          |
| D        | Seymour Fünger   | Fortuna Colonia        |          |
| C        | Timur Gayret     | Hertha Berlino II      |          |
| P        | Felix Gebhardt   | Basilea                |          |
| D        | Nico Hug         | Vaduz                  |          |
| C        | Timm Koch        | Hallescher U19         |          |
| A        | Sebastian Müller | Eintracht Braunschweig |          |

| Cessioni | Cessioni           | Cessioni                 | Cessioni |
| R.       | Nome               | a                        | Modalità |
| -------- | ------------------ | ------------------------ | -------- |
| A        | Justin Eilers      | Germania Halberstadt     |          |
| C        | Jan Löhmannsröben  | Zwickau                  |          |
| C        | Julian Guttau      | Friburgo II              |          |
| D        | Lukas Griebsch     | Stoccarda II             |          |
| A        | Kebba Badjie       | Oldenburg                |          |
| C        | Michael Eberwein   | Borussia Dortmund II     |          |
| A        | Elias Huth         | Erzgebirge Aue           |          |
| D        | Niklas Kastenhofer | Lubecca                  |          |
| P        | Sven Müller        | Dinamo Dresda            |          |
| D        | Fynn Otto          | Eintracht Francoforte II |          |
| P        | Tim Schreiber      | Holstein Kiel            |          |
| C        | Jan Shcherbakovski | Dinamo Dresda            |          |
| C        | Joscha Wosz        | RB Lipsia                |          |

### Sessione invernale
| Acquisti | Acquisti    | Acquisti        | Acquisti |
| R.       | Nome        | da              | Modalità |
| -------- | ----------- | --------------- | -------- |
| A        | Erich Berko | Maccabi Netanya |          |
| A        | Nik Omladič | Rudar Velenje   |          |

| Cessioni | Cessioni | Cessioni | Cessioni |
| R.       | Nome     | a        | Modalità |
| -------- | -------- | -------- | -------- |

## Risultati

### 3. Liga

#### Girone di andata
| Arbitro: | Waschitzki-Günther |

|                                     |           |                    |
| Frick 21’ Baumann 38’ Eichinger 84’ | Marcatori | 78’ Hug 86’ Müller |

| Arbitro: | Cortus |

|  |           |                                   |
|  | Marcatori | 14’ (aut.) Nietfeld 80’ Weihrauch |

| Arbitro: | Jürgensen |

|                                |           |  |
| Landgraf 70’ (aut.) Knappe 73’ | Marcatori |  |

| Arbitro: | Kessel |

|                             |           |  |
| Fünger 68’ Zimmerschied 71’ | Marcatori |  |

| Arbitro: | Greif |

|                                                 |           |            |
| Kobylański 34’ Deichmann 60’ Boyamba 79’ (rig.) | Marcatori | 74’ Bolyki |

| Arbitro: | Fuchs |

|                  |           |            |
| Zimmerschied 35’ | Marcatori | 82’ Pourié |

| Arbitro: | Sather |

|                                                                           |           |           |
| Kreuzer 26’ (rig.) Stellwagen 53’ (aut.) Deniz 59’ Nietfeld 67’ Casar 75’ | Marcatori | 79’ Akono |

| Arbitro: | Bickel |

|                                   |           |                        |
| Handle 5’ Koronkiewicz 66’ (rig.) | Marcatori | 71’ Deniz 89’ Nietfeld |

| Arbitro: | Thomsen |

|                  |           |                                       |
| Zimmerschied 14’ | Marcatori | 4’ Schnellbacher 58’ Rochelt 71’ Feil |

| Arbitro: | Erbst |

|              |           |  |
| Bakalorz 65’ | Marcatori |  |

| Halle 10 ottobre 2022, ore 19:00 CEST 11ª giornata | Hallescher | 0 – 0 referto | Borussia Dortmund II | Leuna-Chemie-Stadion (6 712 spett.)\| Arbitro: \| Speckner \| |
| Arbitro:                                           | Speckner   |               |                      |                                                               |

| Arbitro: | Hanslbauer |

|             |           |                   |
| Schreck 88’ | Marcatori | 3’ (aut.) Schreck |

| Arbitro: | Benen |

|                                           |           |  |
| Zimmerschied 32’ Nietfeld 45’ Steczyk 74’ | Marcatori |  |

| Arbitro: | Eckermann |

|                                               |           |                                    |
| Wulff 22’ Reddemann 59’ (aut.) Engelhardt 66’ | Marcatori | 4’ Zimmerschied 24’ (rig.) Kreuzer |

| Arbitro: | Bickel |

|                                                  |           |         |
| Kreuzer 37’ (rig.) Nietfeld 45’ Zimmerschied 48’ | Marcatori | 8’ Jans |

| Arbitro: | Oldhafer |

|          |           |  |
| Bech 83’ | Marcatori |  |

| Arbitro: | Brombacher |

|             |           |                          |
| Steczyk 80’ | Marcatori | 74’ Grimaldi 76’ Uaferro |

| Essen 14 gennaio 2023, ore 14:00 CET 18ª giornata | Rot-Weiss Essen | 0 – 0 referto | Hallescher | Stadion an der Hafenstraße (17 070 spett.)\| Arbitro: \| Willenborg \| |
| Arbitro:                                          | Willenborg      |               |            |                                                                        |

| Arbitro: | Schultes |

|                        |           |                                     |
| Nietfeld 74’ Deniz 82’ | Marcatori | 30’ Prtajin 59’ Goppel 68’ Jacobsen |

#### Girone di ritorno
| Arbitro: | Haslberger |

|  |           |                  |
|  | Marcatori | 18’, 90’ Baumann |

| Arbitro: | Stegemann |

|                                                                     |           |                  |
| Kutschke 9’ Conteh 42’, 57’ Arslan 45’, 55’, 90’ Vollert 90’ (aut.) | Marcatori | 49’ Zimmerschied |

| Arbitro: | Alt |

|              |           |                               |
| Nietfeld 28’ | Marcatori | 35’ Hoti 54’ Vermeij 72’ Kehl |

| Arbitro: | Speckner |

|  |           |                    |
|  | Marcatori | 51’ (rig.) Kreuzer |

| Halle 24 febbraio 2023, ore 19:00 CET 24ª giornata | Hallescher | 0 – 0 referto | Monaco 1860 | Leuna-Chemie-Stadion (8 582 spett.)\| Arbitro: \| Hempel \| |
| Arbitro:                                           | Hempel     |               |             |                                                             |

| Arbitro: | Ballweg |

|                       |           |                                       |
| Eixler 57’ Mazagg 74’ | Marcatori | 23’ Berko 59’ Zimmerschied 90’ Gayret |

| Arbitro: | Fuchs |

|                        |           |                            |
| Corboz 4’ Ochojski 23’ | Marcatori | 43’ Deniz 54’ Zimmerschied |

| Arbitro: | Hanslbauer |

|                       |           |                           |
| Deniz 48’ Steczyk 74’ | Marcatori | 69’ Sontheimer 85’ Becker |

| Arbitro: | Gansloweit |

|                   |           |             |
| Schnellbacher 42’ | Marcatori | 51’ Steczyk |

| Arbitro: | Bacher |

|                       |           |                        |
| Bolyki 10’ Müller 58’ | Marcatori | 17’ Bakalorz 61’ Ajani |

| Dortmund 1º aprile 2023, ore 14:00 CEST 30ª giornata | Borussia Dortmund II | 0 – 0 referto | Hallescher | Stadio Rote Erde (1 289 spett.)\| Arbitro: \| Winter \| |
| Arbitro:                                             | Winter               |               |            |                                                         |

| Arbitro: | Alt |

|                                                                     |           |                             |
| Zimmerschied 4’ Deniz 74’ Kreuzer 81’ (rig.) Gayret 90’ Steczyk 90’ | Marcatori | 6’ Majetschak 22’ Stefaniak |

| Arbitro: | Aarnink |

|  |           |           |
|  | Marcatori | 40’ Berko |

| Arbitro: | Burda |

|  |           |              |
|  | Marcatori | 27’ Simakala |

| Arbitro: | Erbst |

|                                       |           |          |
| Schnatterer 27’ Winkler 37’, 55’, 60’ | Marcatori | 6’ Deniz |

| Arbitro: | Hildenbrand |

|                   |           |  |
| Franke 51’ (aut.) | Marcatori |  |

| Arbitro: | Haslberger |

|                        |           |  |
| Neudecker 43’ Cuni 87’ | Marcatori |  |

| Arbitro: | Lechner |

|                                   |           |  |
| Herzenbruch 40’ (aut.) Bolyki 75’ | Marcatori |  |

| Arbitro: | Aarnink |

|              |           |  |
| Jacobsen 44’ | Marcatori |  |

## Statistiche

### Statistiche di squadra
| Competizione | Punti | In casa | In casa | In casa | In casa | In casa | In casa | In trasferta | In trasferta | In trasferta | In trasferta | In trasferta | In trasferta | Totale | Totale | Totale | Totale | Totale | Totale | DR  |
| Competizione | Punti | G       | V       | N       | P       | Gf      | Gs      | G            | V            | N            | P            | Gf           | Gs           | G      | V      | N      | P      | Gf     | Gs     | DR  |
| ------------ | ----- | ------- | ------- | ------- | ------- | ------- | ------- | ------------ | ------------ | ------------ | ------------ | ------------ | ------------ | ------ | ------ | ------ | ------ | ------ | ------ | --- |
| 3. Liga      | 41    | 19      | 7       | 5       | 7       | 31      | 25      | 19           | 3            | 6            | 10           | 18           | 35           | 38     | 10     | 11     | 17     | 49     | 60     | -11 |
| Totale       | 41    | 19      | 7       | 5       | 7       | 31      | 25      | 19           | 3            | 6            | 10           | 18           | 35           | 38     | 10     | 11     | 17     | 49     | 60     | -11 |

### Andamento in campionato
| Giornata  | 1  | 2  | 3  | 4  | 5  | 6  | 7  | 8  | 9  | 10 | 11 | 12 | 13 | 14 | 15 | 16 | 17 | 18 | 19 | 20 | 21 | 22 | 23 | 24 | 25 | 26 | 27 | 28 | 29 | 30 | 31 | 32 | 33 | 34 | 35 | 36 | 37 | 38 |
| --------- | -- | -- | -- | -- | -- | -- | -- | -- | -- | -- | -- | -- | -- | -- | -- | -- | -- | -- | -- | -- | -- | -- | -- | -- | -- | -- | -- | -- | -- | -- | -- | -- | -- | -- | -- | -- | -- | -- |
| Luogo     | T  | C  | T  | C  | T  | C  | C  | T  | C  | T  | C  | T  | C  | T  | C  | T  | C  | T  | C  | C  | T  | C  | T  | C  | T  | T  | C  | T  | C  | T  | C  | T  | C  | T  | C  | T  | C  | T  |
| Risultato | P  | P  | P  | V  | P  | N  | V  | N  | P  | P  | N  | N  | V  | P  | V  | P  | P  | N  | P  | P  | P  | P  | V  | N  | V  | N  | N  | N  | N  | N  | V  | V  | P  | P  | V  | P  | V  | P  |
| Posizione | 15 | 20 | 19 | 14 | 16 | 16 | 13 | 15 | 16 | 17 | 17 | 18 | 15 | 16 | 14 | 15 | 15 | 16 | 17 | 19 | 19 | 20 | 18 | 17 | 16 | 15 | 15 | 15 | 16 | 17 | 16 | 16 | 16 | 16 | 16 | 16 | 15 | 16 |

Legenda:

Luogo: C = Casa; T = Trasferta. Risultato: V = Vittoria; N = Pareggio; P = Sconfitta.

### Statistiche dei giocatori
| L. Bendel       | 0  | 0  | 1  | 0 |
| E. Berko        | 15 | 2  | 3  | 0 |
| T. Bierschenk   | 2  | 0  | 0  | 0 |
| A. Bolyki       | 28 | 3  | 6  | 0 |
| A. Casar        | 30 | 1  | 8  | 1 |
| L. Damer        | 21 | 0  | 5  | 0 |
| T. Deniz        | 32 | 7  | 5  | 2 |
| S. Fünger       | 9  | 1  | 1  | 0 |
| T. Gayret       | 32 | 2  | 1  | 0 |
| F. Gebhardt     | 36 | 0  | 4  | 0 |
| L. Halangk      | 10 | 0  | 2  | 0 |
| A. Herzog       | 33 | 0  | 6  | 0 |
| N. Hug          | 34 | 1  | 6  | 0 |
| T. Koch         | 0  | 0  | 0  | 0 |
| N. Kreuzer      | 29 | 5  | 7  | 2 |
| N. Landgraf     | 33 | 0  | 9  | 1 |
| T. Lindenhahn   | 0  | 0  | 0  | 0 |
| E. Löder        | 19 | 0  | 2  | 0 |
| D. Mesenhöler   | 2  | 0  | 0  | 0 |
| S. Müller       | 31 | 2  | 0  | 0 |
| J. Nietfeld     | 31 | 6  | 6  | 1 |
| N. Omladič      | 15 | 0  | 3  | 0 |
| R. Pessel       | 0  | 0  | 0  | 0 |
| S. Reddemann    | 25 | 0  | 1  | 1 |
| A. Rühlemann    | 0  | 0  | 0  | 0 |
| L. Samson       | 12 | 0  | 3  | 0 |
| D. Steczyk      | 33 | 5  | 4  | 0 |
| J. Vollert      | 28 | 0  | 5  | 0 |
| A. Winkler      | 8  | 0  | 1  | 0 |
| T. Zimmerschied | 34 | 10 | 10 | 0 |